# La Mort en pantalon rouge
La Mort en pantalon rouge — Scandal at High Chimneys, dans l'édition originale — est un roman policier historique américain de John Dickson Carr publié en 1959.

## Résumé
À Londres, en 1865, Clive Strickland, un ancien avocat devenu romancier évoque devant son ami Victor Damon la menace angoissant qui pèse sur ses sœurs Kate et Celia qui résident dans la demeure familiale victorienne de High Chimneys, dans le Berkshire. Peu après, Clive, Victor, son père Matthew, ancien avocat de la Couronne et d'autres personnages, dont l'arrogant Albert Tressider, se trouvent réunis à High Chimneys. 
Entre-temps un fantôme, vêtu d'une redingote et d'un pantalon rouge, vient hanter les lieux. La tension monte d'un cran lorsque Matthew Damon est assassiné alors qu'il se trouve dans une chambre close. 
Le détective privé Jonathan Whicher, ancien inspecteur de Scotland Yard, est chargé par Clive de résoudre l'affaire.

## Éditions
Éditions originales en anglais
- (en) Carter Dickson, Scandal at High Chimneys, New York, Harper, 1959 — édition originale américaine.
- (en) Carter Dickson, Scandal at High Chimneys, Londres, Heinemann, 1959 — édition originale britannique.

Éditions françaises
- (fr) John Dickson Carr (auteur), Jean-André Rey (traducteur) et Claudine Rey (traducteur), La Mort en pantalon rouge [« Scandal at High Chimneys »], Paris, Librairie des Champs-Élysées, coll. « Le Masque. Les maîtres du roman policier no 1876 », 1987, 221 p. (ISBN 2-7024-1757-4, BNF 36195999)

- (fr) John Dickson Carr (auteur), Jean-André Rey (traducteur) et Claudine Rey (traducteur) (trad. de l'anglais), La Mort en pantalon rouge [« Scandal at High Chimneys »], Paris, Librairie des Champs-Élysées, coll. « Club des Masques no 618 », 1997, 221 p. (ISBN 2-7024-2314-0, BNF 35525742)

## Source
- Roland Lacourbe, John Dickson Carr : scribe du miracle. Inventaire d'une œuvre, Amiens, Encrage, 1997, p. 116-177.